# José-Flore Tappy
José-Flore Tappy (* 5. Januar 1954 in Lausanne) ist eine französischsprachige Schweizer Schriftstellerin und  Übersetzerin.

## Leben
José-Flore Tappy studierte Französische Literatur an der Universität Lausanne, wo sie als wissenschaftliche Mitarbeiterin am Centre de recherches sur les lettres romandes tätig war. Sie hat bisher (2022) sieben Lyrikbände veröffentlicht. Zudem ist sie Herausgeberin der Werke von Philippe Jaccottet in der Buchreihe «Bibliothèque de la Pléiade».
Tappy ist Mitglied des Schriftstellerverbands Autorinnen und Autoren der Schweiz (AdS) und lebt in Lausanne.

## Auszeichnungen
- 1983: Prix Ramuz de poésie für Errer mortelle
- 1988: Kulturpreis des Kantons Waadt
- 2007: Einzelwerkpreis der Schweizerischen Schillerstiftung für Hangars
- 2019: Schweizer Literaturpreis für Trás-os-Montes

## Werke
- Errer mortelle. Payot, Lausanne 1983.
- Pierre à feu. Éditions Empreintes, Lausanne 1987.
  - Errer mortelle, suivi de Pierre à feu. Éditions Empreintes, Lausanne 1995, ISBN 2-940133-04-2.
- Terre battue. Éditions Empreintes, Lausanne 1995
  - Terre battue / Gestampfte Erde. Deutsch von Eleonore Frey. Edition Howeg, Zürich 1998, ISBN 3-85736-171-9.
- Lunaires. Éditions La Dogana, Genf 2001.
  - Terre battue, suivi de Lunaires. Éditions Empreintes, Moudon 2005, ISBN 2-940133-84-0.
- Hangars. Éditions Empreintes, Moudon 2006; Zoé, Genf 2020, ISBN 978-2-88927-721-6.
- Tombeau. Éditions Empreintes, Chavannes-près-Renens 2013, ISBN 978-2-940505-06-7.
  - Sheds/Hangars: Collected Poems, 1983–2013. Englisch von John Taylor. The Bitter Oleander Press, Fayetteville 2014, ISBN 978-0-9883525-4-4.
- Trás-os-Montes. Éditions La Dogana, Chêne-Bourg 2018, ISBN 978-2-940055-86-9.
  - Trás-os-Montes (poèmes/Gedichte). Deutsch von Andreas Grosz. Edition Howeg, Zürich 2021, ISBN 978-3-85736-355-9.

### Übersetzungen
- Erika Burkart: Schweigeminute / Minute de silence (mit Marion Graf). L’Aire, Lausanne 1991.
- Anna Andrejewna Achmatowa: L’églantier fleurit, et autres poèmes (mit Marion Graf). Éditions La Dogana, Chêne-Bourg 2010.
- Laureano Albán: Psaumes pour conjurer la guerre. Éditions Calligrammes, Rennes 2018.